# Requejo
Requejo oder Requejo de Sanabria (galicisch Requeixo) ist ein nordwestspanischer Bergort und Hauptort einer Gemeinde (municipio) mit 111 Einwohnern (Stand: 2024) in der Provinz Zamora in der Autonomen Gemeinschaft Kastilien-León. Der Ort liegt am Camino de Santiago Sanabrés, einer Nebenstrecke des Jakobswegs.

## Lage und Klima
Der Ort Requejo liegt am Río Requejo, dem Hauptzufluss des Río Castro, im Nordwesten der Provinz Zamora in einer Höhe von ca. 1000 m nahe der Grenze zu Portugal. Die Provinzhauptstadt Zamora ist ca. 128 km (Fahrtstrecke) in südöstlicher Richtung entfernt; die sehenswerte Kleinstadt Puebla de Sanabria ist nur gut 12 km entfernt. Requejo hat einen eigenen Autobahnanschluss an der A-52. Die winterlichen Temperaturen können durchaus kühl sein, im Sommer dagegen ist es mild bis warm; Regen (ca. 820 mm/Jahr) fällt mit Ausnahme der Sommermonate übers ganze Jahr verteilt.

## Bevölkerungsentwicklung
| Jahr      | 1857 | 1900 | 1950 | 2000 | 2020 |
| Einwohner | 601  | 584  | 1033 | 213  | 149  |

Infolge der zunehmenden Mechanisierung der Landwirtschaft und der daraus resultierenden Arbeitslosigkeit auf dem Land ist die Bevölkerung der Gemeinde seit den 1950er Jahren stetig zurückgegangen („Landflucht“).

## Wirtschaft
Die Landwirtschaft spielt traditionell die größte Rolle im Wirtschaftsleben der Gemeinde. Einnahmen aus dem Tourismus in Form der Vermietung von Ferienwohnungen (casas rurales) sind in der zweiten Hälfte des 20. Jahrhunderts hinzugekommen.

## Geschichte
Keine Zeugnisse aus prähistorischer Zeit zeugen von der wahrscheinlich nur vorübergehenden Anwesenheit von Menschen (Transhumanz). Auch die Mauren mieden die abgelegene und eher regenreiche Region. Seit dem Mittelalter gehörte die Gegend zum Königreich León, später dann zu Kastilien-León; wahrscheinlich erst in dieser Zeit begann man mit der Gründung und Besiedlung von Dörfern. Später gehörte der Ort zum Besitz der Herzöge von Benavente; im Jahr 1833 wurde er der spanischen Provinz Zamora zugeschlagen.

## Sehenswürdigkeiten
- Die Berggemeinde beeindruckt durch einige aus Feldsteinen und Holz gebaute Häuser.
- Die barocke und von einem runden Treppenturm begleitete Glockengiebel (espadaña) der Igrexa de San Lorenzo dominiert die Kirche und den ganzen Ort. Die Südseite der einschiffigen Kirche wird von einer offenen Vorhalle (portico) eingenommen.